# Епархия Перейры

Герб епархии Перейры

Епархия Перейры (лат. Dioecesis Pereirana) — епархия Римско-Католической церкви с центром в городе Перейра, Колумбия. Епархия Перейры входит в митрополию Манисалеса. Кафедральным собором епархии Перейры является церковь Пресвятой Девы Марии.

## История
17 декабря 1952 года Римский папа Пий XII выпустил буллу «Leguntur saepissime», которой учредил епархию Перейры, выделив её из апостольской префектуры Чоко и епархии Манисалеса.
10 мая 1954 года епархия Перейры вошла в митрополию Манисалеса.

## Ординарии епархии
- епископ Baltasar Álvarez Restrepo (18.12.1952 — 1.07.1976);
- епископ Дарио Кастрильон Ойос (1.07.1976 — 16.12.1992) — назначен архиепископом Букараманги;
- епископ Fabio Suescún Mutis (20.11.1993 — 19.01.2001) — назначен ординарием Военного ординариата;
- епископ Tulio Duque Gutiérrez S.D.S. (25.07.2001 — 15.07.2011);
- епископ Rigoberto Corredor Bermúdez (15.07.2011 — по настоящее время).

## Источник
- Annuario Pontificio, Libreria Editrice Vaticana, Città del Vaticano, 2003, ISBN 88-209-7422-3
- Булла Leguntur saepissime, AAS 45 (1953), стр. 323  (лат.)